# Louis Charles d’Orléans, comte de Beaujolais

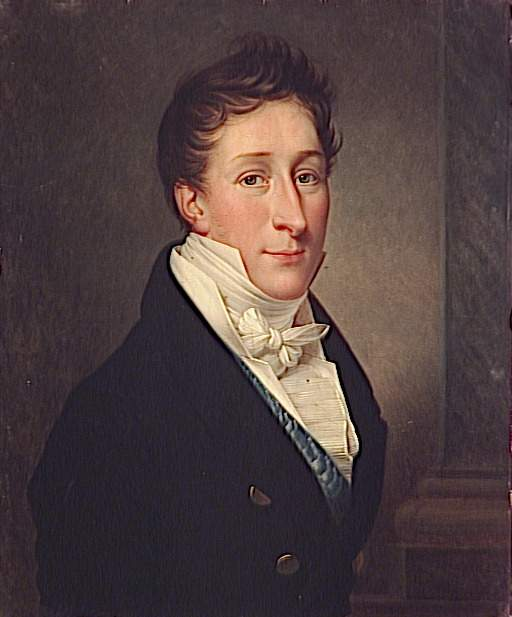
Louis Charles d’Orléans, Comte de Beaujolais (Porträt von Charles-François Phelippes, posthum um 1838)

Louis Charles d’Orléans, Graf von Beaujolais (* 17. Oktober 1779 in Paris; † 30. Mai 1808 in Valletta auf Malta) war der jüngere Bruder des letzten französischen Königs Louis-Philippe I.

## Leben
Louis Charles war der dritte und jüngste Sohn von Louis-Philippe II. Joseph de Bourbon, duc d’Orléans (1747–1793) und seiner Frau der Prinzessin Louise Marie Adélaïde de Bourbon (1753–1821), einzige Tochter von Louis Jean Marie de Bourbon, duc de Penthièvre und seiner Ehefrau Prinzessin Marie-Thérèse-Félicité d’Este-Modena. Seine Großeltern väterlicherseits waren Herzog Ludwig Philipp I. von Orléans und Louise Henriette de Bourbon.
Zuerst wurde er zusammen mit seinen älteren Brüdern von Félicité de Genlis erzogen, nachdem sie die Mätresse seines Vaters wurde – übernahm im Jahre 1783 Abbé Mariottini die Erziehung der königlichen Prinzen. Beim Ausbruch der Französischen Revolution war Louis Charles zehn Jahre alt. Sein Vater legte den Beinamen Égalité zu und war ein eifriger Anhänger der Republik. Nachdem die Übernahme durch General Charles-François Dumouriez und seinen Brüdern missglückte, wurden er und alle noch lebenden Bourbonen in Frankreich unter Hausarrest gestellt. Am 6. November 1793 wurde sein Vater vor Gericht gestellt und am selben Tag guillotiniert. Drei Jahre später bot das Direktorium seinen älteren Bruder Louis-Philippe deren Freilassung an, wenn dieser das Land nach Amerika verlassen würde. Also begab er sich in die Vereinigten Staaten und ließ sich im Oktober in Philadelphia nieder, einige Monate später folgten Louis Charles und Antoine-Philippe ihm. Zwei Jahre lang reisten sie in Neuengland umher, in der Region der Großen Seen und am Mississippi River. Als dann die Nachricht von Napoleons Staatsstreich vom 18. Brumaire eintraf, entschieden sie sich, nach Europa zurückzukehren. Als sie im Jahr 1800 dort eintrafen, mussten sie feststellen, dass Napoleon Bonaparte seine Macht schon gefestigt hatte.

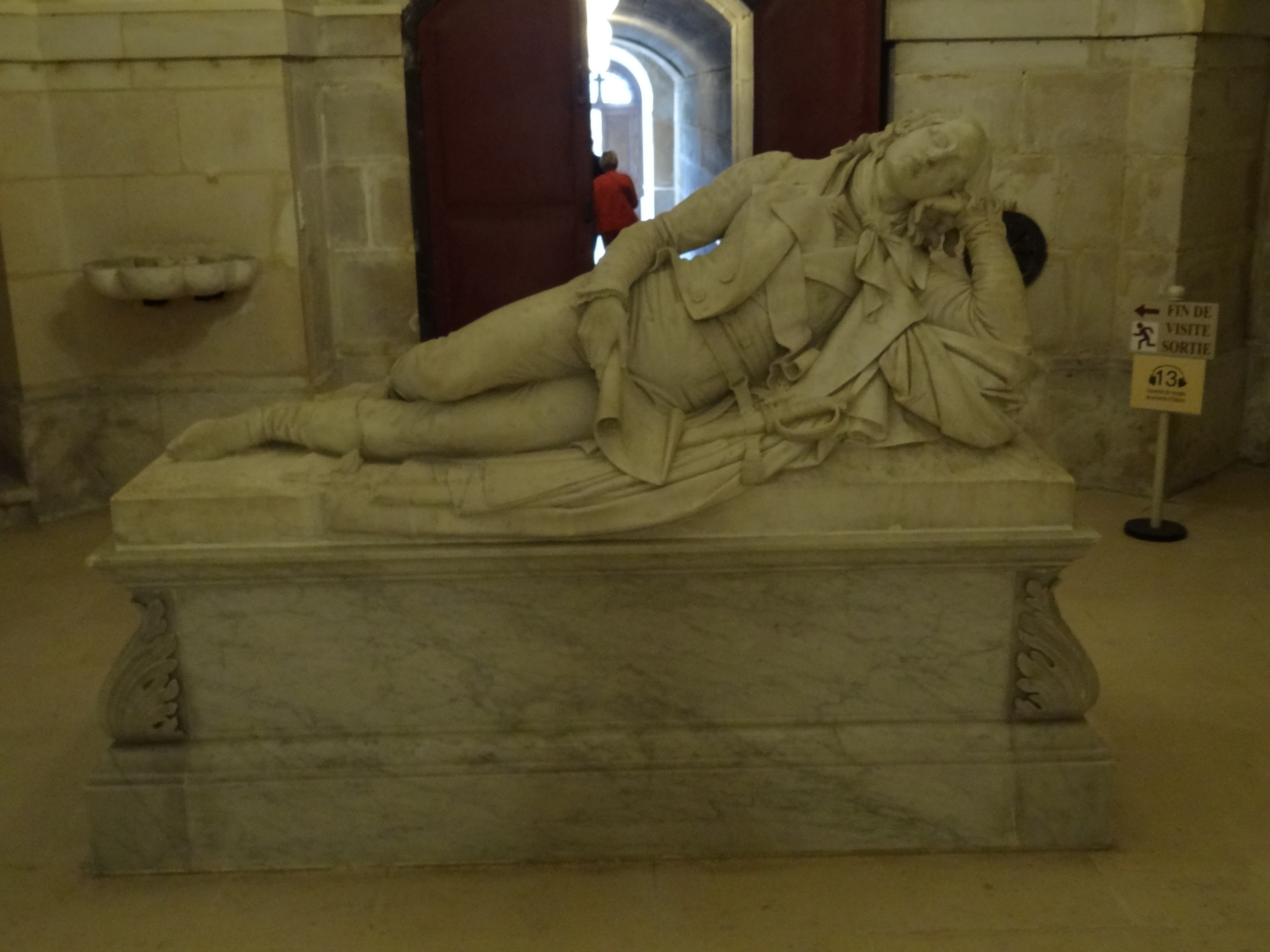
Kenotaph des Comte de Beaujolais in Dreux

Louis Charles d’Orléans, comte de Beaujolais starb am 30. Mai 1808 auf Malta, wohin er für einen Luftwechsel gebracht worden war, an Tuberkulose. Er wurde in Valletta bestattet, zehn Jahre später wurde sein Leichnam in die St. John’s Co-Cathedral umgebettet. Sein prachtvolles Grabmal aus Marmor wurde 1843 von König Louis-Philippe, in Erinnerung an seinen geliebten Bruder, gestiftet. Der berühmte Bildhauer Jean-Jacques Pradier führte die Arbeiten aus. Eine Kopie des Grabmals, vom selben Künstler angefertigt für das Museum von Versailles, wurde 1986 in der Chapelle Royale Saint Louis zu Dreux aufgestellt.

## Vorfahren
| Ahnentafel Louis-Charles d’Orléans, comte de Beaujolais  | Ahnentafel Louis-Charles d’Orléans, comte de Beaujolais                                                                             | Ahnentafel Louis-Charles d’Orléans, comte de Beaujolais                                                                             | Ahnentafel Louis-Charles d’Orléans, comte de Beaujolais                                                                        | Ahnentafel Louis-Charles d’Orléans, comte de Beaujolais                                                                        | Ahnentafel Louis-Charles d’Orléans, comte de Beaujolais                                                                        | Ahnentafel Louis-Charles d’Orléans, comte de Beaujolais                                                                        | Ahnentafel Louis-Charles d’Orléans, comte de Beaujolais                                                                        | Ahnentafel Louis-Charles d’Orléans, comte de Beaujolais                                                                        |
| -------------------------------------------------------- | --- | --- | --- | --- | --- | --- | --- | --- |
| Ururgroßeltern                                           | König Ludwig XIV. (1638–1715) mit Madame de Montespan (1640–1707)                                                                   | Anne-Jules de Noailles (1650–1708) ⚭ 1671 Marie Françoise de Bournonville (1656–1748)                                               | Rinaldo d’Este (1655–1737) ⚭ 1696 Charlotte Felicitas von Braunschweig-Lüneburg (1671–1710)                                    | Philippe II. de Bourbon, duc d’Orléans (1674–1723) ⚭ 1692 Françoise Marie de Bourbon (1677–1749)                               | Philippe II. de Bourbon, duc d’Orléans (1674–1723) ⚭ 1692 Françoise Marie de Bourbon (1677–1749)                               | Markgraf Ludwig Wilhelm (Baden-Baden) (1655–1707) ⚭ 1690 Franziska Sibylla Augusta von Sachsen-Lauenburg (1675–1733)           | François Louis de Bourbon, prince de Conti (1664–1709) ⚭ 1688 Marie Therese von Bourbon (1666–1732)                            | Louis III. de Bourbon, prince de Condé (1668–1710) ⚭ 1685 Louise Françoise de Bourbon (1673–1743)                              |
| Urgroßeltern                                             | Louis-Alexandre de Bourbon, comte de Toulouse (1678–1737) ⚭ 1723 Marie-Victoire Sophie de Noailles, marquise de Gondrin (1688–1766) | Louis-Alexandre de Bourbon, comte de Toulouse (1678–1737) ⚭ 1723 Marie-Victoire Sophie de Noailles, marquise de Gondrin (1688–1766) | Francesco III. d’Este (1698–1780) ⚭ 1720 Charlotte Aglaé d’Orléans (1700–1761)                                                 | Francesco III. d’Este (1698–1780) ⚭ 1720 Charlotte Aglaé d’Orléans (1700–1761)                                                 | Louis I. de Bourbon, duc d’Orléans (1703–1752) ⚭ 1724 Auguste von Baden-Baden (1704–1726)                                      | Louis I. de Bourbon, duc d’Orléans (1703–1752) ⚭ 1724 Auguste von Baden-Baden (1704–1726)                                      | Louis Armand II. de Bourbon, prince de Conti (1695–1727) ⚭ 1713 Louise-Elisabeth de Bourbon (1693–1775)                        | Louis Armand II. de Bourbon, prince de Conti (1695–1727) ⚭ 1713 Louise-Elisabeth de Bourbon (1693–1775)                        |
| Großeltern                                               | Louis Jean Marie de Bourbon, duc de Penthièvre (1725–1793) ⚭ 1744 Maria Teresa Felicita d’Este (1726–1754)                          | Louis Jean Marie de Bourbon, duc de Penthièvre (1725–1793) ⚭ 1744 Maria Teresa Felicita d’Este (1726–1754)                          | Louis Jean Marie de Bourbon, duc de Penthièvre (1725–1793) ⚭ 1744 Maria Teresa Felicita d’Este (1726–1754)                     | Louis Jean Marie de Bourbon, duc de Penthièvre (1725–1793) ⚭ 1744 Maria Teresa Felicita d’Este (1726–1754)                     | Louis Philippe I. de Bourbon, duc d’Orléans (1725–1785) ⚭ 1743 Louise Henriette de Bourbon (1726–1759)                         | Louis Philippe I. de Bourbon, duc d’Orléans (1725–1785) ⚭ 1743 Louise Henriette de Bourbon (1726–1759)                         | Louis Philippe I. de Bourbon, duc d’Orléans (1725–1785) ⚭ 1743 Louise Henriette de Bourbon (1726–1759)                         | Louis Philippe I. de Bourbon, duc d’Orléans (1725–1785) ⚭ 1743 Louise Henriette de Bourbon (1726–1759)                         |
| Eltern                                                   | Louis-Philippe II. Joseph de Bourbon, duc d’Orléans (1747–1793) ⚭ 1769 Louise Marie Adélaïde de Bourbon-Penthièvre (1753–1821)      | Louis-Philippe II. Joseph de Bourbon, duc d’Orléans (1747–1793) ⚭ 1769 Louise Marie Adélaïde de Bourbon-Penthièvre (1753–1821)      | Louis-Philippe II. Joseph de Bourbon, duc d’Orléans (1747–1793) ⚭ 1769 Louise Marie Adélaïde de Bourbon-Penthièvre (1753–1821) | Louis-Philippe II. Joseph de Bourbon, duc d’Orléans (1747–1793) ⚭ 1769 Louise Marie Adélaïde de Bourbon-Penthièvre (1753–1821) | Louis-Philippe II. Joseph de Bourbon, duc d’Orléans (1747–1793) ⚭ 1769 Louise Marie Adélaïde de Bourbon-Penthièvre (1753–1821) | Louis-Philippe II. Joseph de Bourbon, duc d’Orléans (1747–1793) ⚭ 1769 Louise Marie Adélaïde de Bourbon-Penthièvre (1753–1821) | Louis-Philippe II. Joseph de Bourbon, duc d’Orléans (1747–1793) ⚭ 1769 Louise Marie Adélaïde de Bourbon-Penthièvre (1753–1821) | Louis-Philippe II. Joseph de Bourbon, duc d’Orléans (1747–1793) ⚭ 1769 Louise Marie Adélaïde de Bourbon-Penthièvre (1753–1821) |
| Louis-Charles d’Orléans, comte de Beaujolais (1779–1808) | | | | | | | | |